# Christopher Connelly

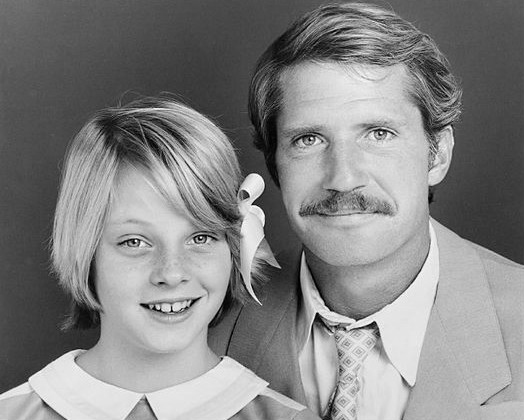
Jodie Foster y Connelly en Paper Moon (1974)

Christopher Connelly (8 de septiembre de 1941 – 7 de diciembre de 1988) fue un actor cinematográfico y televisivo estadounidense, conocido por su papel de Norman Harrington en la exitosa serie de la American Broadcasting Company Peyton Place, en la que trabajó en toda su emisión entre 1964 y 1969.

## Biografía
Nacido en Wichita, Kansas, Connelly se graduó en la Academia Militar de Misuri.
Además de su trabajo en la serie Peyton Place, Connelly fue artista invitado en 1973 en la serie de Lorne Greene para la ABC Griff, y en 1974 trabajó en la serie Paper Moon, con una joven Jodie Foster que interpretaba a su hija. La serie se basaba en la película Luna de papel pero se canceló a los pocos meses de emisión. 
En 1964 actuó en un episodio de Gunsmoke con George Kennedy. En 1977 encarnó a Kit Carson en "Kit Carson and the Mountain Man", una entrega de la producción de National Broadcasting Company Walt Disney's Wonderful World of Color. Gregg Palmer era Jim Bridger, y Robert Reed actuaba como John C. Frémont en el capítulo. Gary Lockwood también participaba en el programa. 
Connelly también actuó en las películas Corky (1972), They Only Kill Their Masters (1972), Benji (1974) y Liar's Moon (1982).
Además, lanzó un disco LP titulado "The Boy from Peyton Place", y que editó Phillips Records.
En la década de 1980, Connelly hizo numerosas actuaciones en diferentes películas de serie B rodadas en Italia, como Manhattan Baby (de Lucio Fulci), 1990 - I guerrieri del Bronx (de Enzo G. Castellari), I predatori di Atlantide (de Ruggero Deodato), y La leggenda del rubino malese (de Antonio Margheriti). También fue actor invitado en docenas de series televisivas, entre ellas The Brian Keith Show, la miniserie The Martian Chronicles, Martin Eden, Airwolf, CHiPs, y el telefilm Return of the Rebels. 
Christopher Connelly falleció en Burbank, California, en el año 1988, tras luchar durante dos años contra un cáncer de pulmón. Fue enterrado en el Cementerio Forest Lawn Memorial Park (Hollywood Hills).
Había estado casado con la actriz Cindy Carol, con la que tuvo dos hijos.

## Filmografía (selección)
- 1963 : Move Over, Darling
- 1964 : What a Way to Go!
- 1972 : Corky
- 1972 : They Only Kill Their Masters
- 1974 : Benji
- 1976 : Hawmps!
- 1978 : The Norseman
- 1978 : Crash
- 1979 : The Fantastic Seven
- 1981 : Earthbound
- 1982 : Liar's Moon
- 1982 : Manhattan Baby
- 1982 : 1990 - I guerrieri del Bronx
- 1983 : I predatori di Atlantide
- 1985 : La leggenda del rubino malese
- 1986 : Foxtrap
- 1986 : Le miniere del Kilimangiaro
- 1986 : Cobra Mission
- 1986 : The Messenger
- 1987 : Strike Commando
- 1987 : El retorno del héroe
- 1988 : La notte degli squali